# NGC 3778
NGC 3778 est une galaxie lenticulaire (intermédiaire ?) située dans la constellation du Centaure. NGC 3778 a été découverte par l'astronome britannique John Herschel en 1835.

## Caractéristiques
Sa vitesse par rapport au fond diffus cosmologique est de 4 616 ± 27 km/s, ce qui correspond à une distance de Hubble de 68,1 ± 4,8 Mpc (∼222 millions d'al).